# Мозковий кровообіг
Мозковий кровообіг — рух крові крізь мережу мозкових артерій і вен, що забезпечують кров'ю мозок. Швидкість мозкового кровотоку у дорослої людини — зазвичай 750 мл / хвилину, що становить 15 % серцевого викиду. Артерії постачають насичену киснем кров, глюкозу та інші поживні речовини до мозку, а вени несуть венозну кров назад до серця, видаляючи з мозку вуглекислий газ, молочну кислоту та інші продукти обміну речовин. Оскільки мозок дуже вразливий до змін у кровопостачанні, порушень мозкового кровообігу, організм має багато запобіжних механізмів і структур, для ауторегуляції судин. Відмова цих «запобіжників» може призвести до інсульту. Наявність гравітаційного поля або прискорення, також визначає відмінності в русі й розподілі крові в мозку, наприклад, при перевернутому положенні.
- Подальший опис базуватиметься на взірцевому прикладі мозкового кровообігу. У багатьох людей існують індивідуальні анатомічні особливості анатомії судин.

## Анатомія

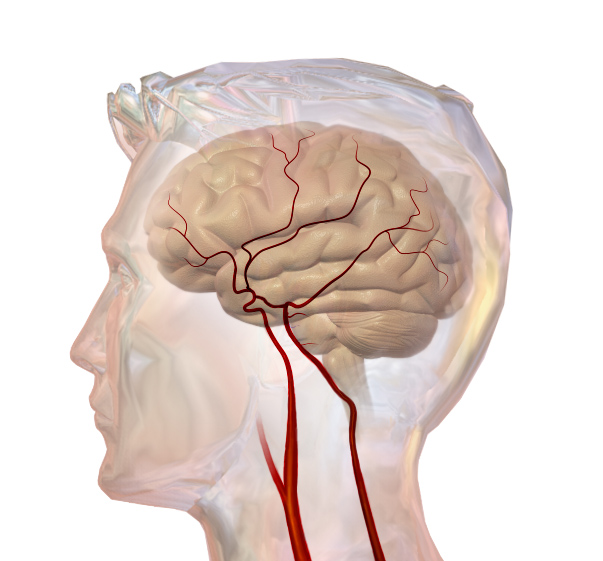
Цереброваскулярна система

### Кровопостачання
Кровопостачання мозку зазвичай поділяється на передній і задній сегменти, що відносяться до різних артерій, які постачають мозок. Дві головних пари артерій — внутрішні сонні артерії (передній сегмент, кровопостачає передні відділи мозку) і хребетні артерії (задній сегмент, кровопостачає стовбур мозку і задні відділи мозку).
Передній і задній сегменти мозкової циркуляції з'єднані між собою двосторонніми задніми сполучними артеріями, які є частиною Вілізієвого кола, яке забезпечує резервний кровообіг у головному мозку.

#### Передній сегмент мозкового кровообігу
Забезпечує кров'ю передні відділи мозку. Представлений такими артеріями:
- Внутрішні сонні артерії: це великі відгалуження лівої і правої гілок загальної сонної артерії, розташовані на шиї, які входять до порожнини черепа, на відміну від зовнішніх сонних артерій — гілок, які забезпечують кров'ю тканини обличчя й до порожнини черепа не входять. Внутрішня сонна артерія розгалужується на передню мозкову артерію і середню мозкову артерію.
- Передня мозкова артерія(ПМА)
  - Сполучна передня артерія: з'єднує обидві передні мозкові артерії, в межах і уздовж базальної поверхні мозку.
- Середня мозкова артерія (СМА)

#### Задній сегмент мозкового кровообігу
Задній сегмент мозкового кровообігу постачає кров до задніх частин головного мозку, в тому числі потиличні частки, мозочок і стовбур мозку.
Він представлений такими артеріями:
- Хребетні артерії: ці більш дрібні парні артерії, гілки підключичних артерій (що в першу чергу забезпечують плечі, груди і руки). Всередині черепа обидві хребетні артерії зливаються в базилярну артерію.
  - Задньої нижньої мозочкової артерії (ЗНМА)
- Базилярна артерія: забезпечує кров'ю середній мозок, мозочок, і, як правило, переходить у задню мозкову артерію
  - Передня нижня мозочкова артерія (ПНМА)
  - Мостові гілочки
  - Верхня мозочкова артерія (ВМА)
- Задня мозкова артерія (ЗМА)
- Задня сполучна артерія

Передній і задній сегменти циркуляції зустрічаються в Вілізієвому колі, яке знаходиться у верхній частині стовбура головного мозку.

### Венозний відтік
Венозний відтік головного мозку може бути розділений на два сегмента: поверхневий і глибокий.
Поверхневий сегмент складається з венозних синусів твердої мозкової оболони (дуральних синусів), які мають стінки, що складаються з твердої мозкової оболони, на відміну від звичайних вен. Синуси твердої мозкової оболони, відтак, знаходиться на поверхні мозку. Найбільш видатним з цих синусів є верхній сагітальний синус, який протікає в сагітальній площині серединною лінією порожнини черепа, назад і донизу від синусного стоку, де поверхневі й глибокі синуси з'єднується. Звідси, два поперечні синуси роздвоюються і прямують латерально і донизу у вигляді s-подібної кривої, яка утворює сигмовидні синуси, які далі утворюють дві яремні вени. У шиї, яремна вена йде паралельно до висхідних сонних артерій і несе кров до верхньої порожнистої вени.
Глибокий венозний дренаж у першу чергу складається зі звичайних вен всередині глибоких структур головного мозку, які з'єднуються позаду середнього мозку й утворюють вени Галена. Ці вени зливаються з нижнім сагітальним синусом, формуючи прямий синус, який потім з'єднується з поверхневими венами у згаданому вище синусному стоку.

## Фізіологія
Мозковий кровоплин (МК) — це кровопостачання головного мозку протягом певного періоду часу. У дорослих МК зазвичай 750 мл в хвилину, або 15 % серцевого викиду. Це дорівнює в середньому перфузії (протіканню) від 50 до 54 мл крові на 100 грам тканини мозку в хвилину. МК жорстко регулюється, щоб задовольнити метаболічні вимоги мозку. Надмірна кількість крові (стан, відомий як гіперемія) може спричинити підвищення внутрішньочерепного тиску (ВЧТ), й пошкодження тонких тканин головного мозку. Занадто малий кровоплин, якщо приплив крові до мозку становить менше 18 по 20 мл на 100 г в хвилину, може спричинити ішемію й смерть нервової тканини. У таких випадках запускається біохімічний каскад змін  в мозковій тканині, ще відомий як ішемічний каскад, який веде до ушкодження і загибелі клітин головного мозку. Тому медичні працівники повинні вживати заходів для підтримання належного мозкового кровоплину, особливо у пацієнтів з шоком, інсультом, набряком головного мозку, черепно-мозковою травмою.
Мозковий кровообіг залежить від низки факторів, таких як в'язкість крові, як розширення й звуження кровоносних судин і чистий тиск потоку крові в мозку, відомий як церебральний перфузійний тиск, який залежить від артеріального тиску. Судини мозку можуть регулювати потік крові крізь них, змінюючи  свій діаметр у ході авторегуляції; вони звужуються, коли системний артеріальний тиск підвищується, і розширюються, коли тиск знижується. Також артеріоли звужуються і розширюються у відповідь на коливання концентрацій хімічних речовин. Наприклад, вони розширюються у відповідь на підвищення рівня вуглекислого газу в крові і звужуються у разі зниження рівня СО2.
МК дорівнює церебральному перфузійному тиску (ЦПТ), розділеному на величину цереброваскулярного опору (ЦВО):
МК = ЦПТ / ЦВО
Контроль МК розглядається з точки зору факторів, що впливають на ЦПТ і чинники, що впливають на ЦВО. ЦВО контролюється за допомогою чотирьох основних механізмів:
1. Метаболічний контроль (або «метаболічна ауторегуляція»)
2. Ауторегуляция тиску
3. Хімічний контроль (контроль вмісту кисню й вуглекислого газу крові)
4. Нейронний контроль

### Роль внутрішньочерепного тиску
Підвищений внутрішньочерепний тиск (ВЧТ) призводить до зниження кровопостачання клітин головного мозку в основному двома механізмами:
- Підвищення внутрішньочерепного тиску, є збільшення інтерстіціального (міжклітинного) гідростатичного тиску, що, своєю чергою, спричинює зменшення капілярної фільтрації внутрішньомозкових судин.
- Підвищений ВЧТ стискає церебральні артерії, що призводить до збільшення цереброваскулярного опору (ЦВО).

### Церебральний перфузійний тиск
Церебральний перфузійний тиск, або ЦПТ — це градієнт системного тиску, завдяки котрому виникає церебральний кровоплин (мозкова перфузія). Він повинен підтримуватися у вузьких межах, оскільки, дуже малий тиск може призвести до ішемії мозкової тканини, а занадто високий може підвищити внутрішньочерепний тиск (ВЧТ).

### Візуалізація
Функціональна магнітно-резонансна томографія і позитронно-емісійна томографія — нейровізуалізаційні методи, які можуть бути використані для вимірювання МК. Ці методи також використовуються для вимірювання регіонального мозкового кровоплину (рМК) в межах певної області мозку. Ще рМК може бути виміряна за рахунок термодифузії